# Famille Tiberghien
Pour les articles homonymes, voir Tiberghien.
La famille Tiberghien est une ancienne famille de la bourgeoisie de Tourcoing, devenue au XIXe siècle l’une des grandes dynasties d’industriels du textile du Nord. 
La société Paul et Jean Tiberghien est reprise par le groupe Chargeurs en 1987 et ses usines sont fermées en 1999.

## Historique
La famille Tiberghien est une très ancienne famille de Tourcoing, citée des le XVe siècle, et qui dès le XVIIe siècle occupe des charges de gouvernement de la ville.
Charles-François Tiberghien (1740-1820), fabricant et négociant en laine, échevin entre 1781 et 1784, est considéré, à la veille de la Révolution, comme un des plus riches habitants de Tourcoing. Dénoncé  comme emigré, il sera ruiné par la Révolution.
Son petit-fils, Charles (1825-1907), s’établit en 1848 comme fabricant, faisant filer la laine à façon, l’ourdit, la remet à des tisserands et la revend à des négociants roubaisiens.
En 1853, avec ses frères Jules (1823-1902) et Louis (1816-1873), il fonde la société Tiberghien frères qui ouvre un atelier de tissage mécanique de 100 métiers en 1860, 300 en 1873 et une usine de tissage de 6500 broches en 1873.
La société est liquidée en 1875 puis refondee immédiatement par les fils de Charles, Carlos et Louis, avant de se scinder en 1894 en deux entreprises : la société Tiberghien frères et société Charles Tiberghien et fils.
Les Tiberghien s'allient par des liens matrimoniaux à d'autres industriels du textile, Motte, Toulemonde etc.
En 1914, les établissements Charles Tiberghien et fils comprenaient sept usines employant 3500 ouvriers.
L’entreprise a également créé dans les années 1900 des filiales aux États-Unis, à Trencin en Slovaquie, à Vérone en Italie et en Russie.
Comme l’ensemble de l’industrie textile du Nord, les entreprises Tiberghien souffrent durement de l’occupation allemande du Nord de la France de la Première guerre mondiale (arrêt de la production, destructions de machines).
Charles et Jean Tiberghien sont déportés comme otages avec d'autres notables du Nord au Holzminden.
En 1921, une nouvelle scission de la société Charles Tiberghien et fils intervient avec création de la société PJT (Paul et Jean Tiberghien). Il existait ainsi 3 sociétés appartenant à la famille, Tiberghien frères, Charles Tiberghien et fils qui employait dans les années 1920 2500 ouvriers et PJT qui employait 2300 ouvriers. 
Ces sociétés se transforment en sociétés anonymes avec des actions cotées à la bourse de Lille tout en restant des entreprises familales.  
La société PJT Tiberghien qui intègre l'ensemble du processus de production avec des usines de filature de laine , de tissage, de retorderie, de teinture et de fabrication de tapis devient la plus importante et se développe internationalement avec la création de nouvelles filiales en Angleterre en 1933, en Hollande en 1934, en Afrique du Sud au Maroc outre celles aux États-Unis et en Tchécoslovaquie dont la création est antérieure à la Première Guerre mondiale.
La Seconde guerre Mondiale entraine un quasi arrêt de la production. Pour diminuer le chômage, l'entreprise propose à ses salariés de participer aux travaux agricoles.  
La reprise après la Seconde Mondiale est une période difficile pour la société Paul et Jean Tiberghien qui reprend les usines de la société Charles Tiberghien et fils. La société recentre son activité sur le tissage d’habillement, la filature pour la bonneterie et le fil à tricoter et le tapis. Une filiale est créée en 1972 au Portugal par Gérard Tiberghien.

## La disparition de l’entreprise
La société Tiberghien frères dépose le bilan en 1975. Les usines de la société PJT qui représentait 12 % de la production textile de la France sont reprises par le groupe Chargeurs en 1987 et fermées en 1999.
À Tourcoing, les usines de retorderie et de tissage de la rue de la Fin de la guerre datant de 1922 sont détruites et remplacées par un ensemble immobilier ne laissant subsister qu’un fragment de la  façade de l’entrée des bureaux, les usines de filature et de tissage de laine de la rue du Dragon sont une école industrielle et commerciale, la filature de la rue d’Anvers est détruite, le siège social avec des ateliers de tissage et de teinturerie rue de Lille est désaffecté.

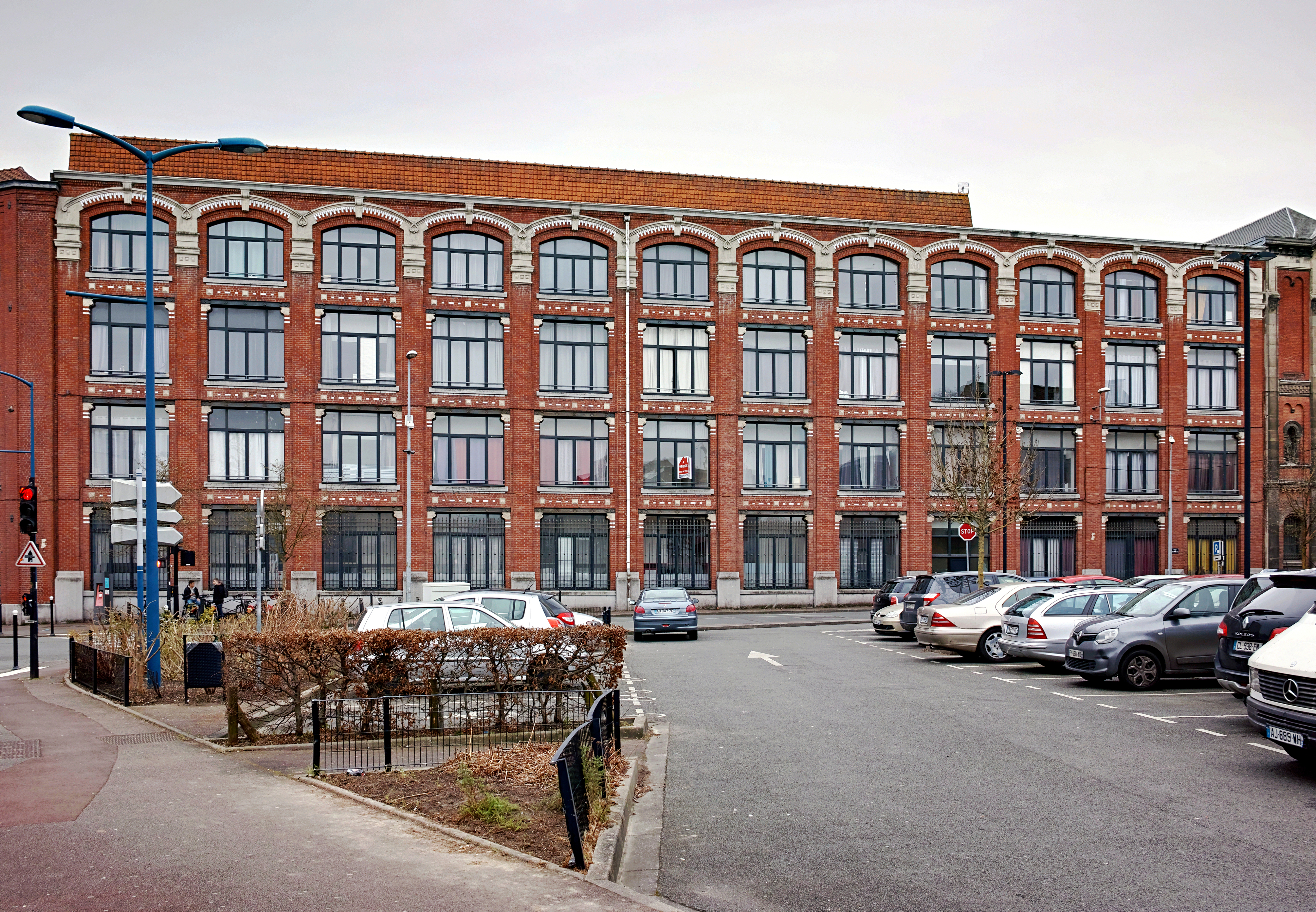
Ancienne usine Paul et Jean Tiberghien 105 rue de lille
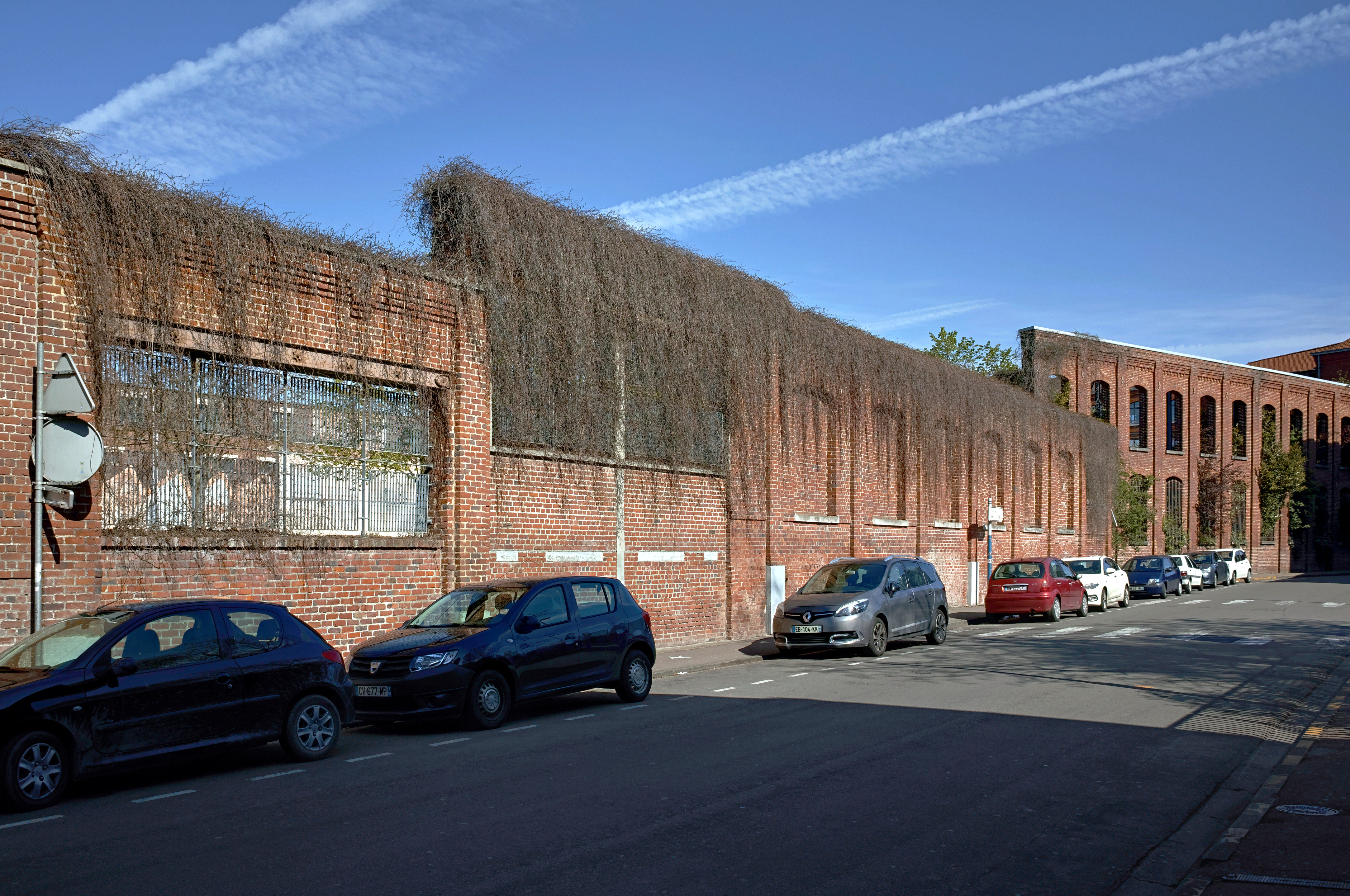
Vestiges des usines Paul et Jean Tiberghien rue du dragon
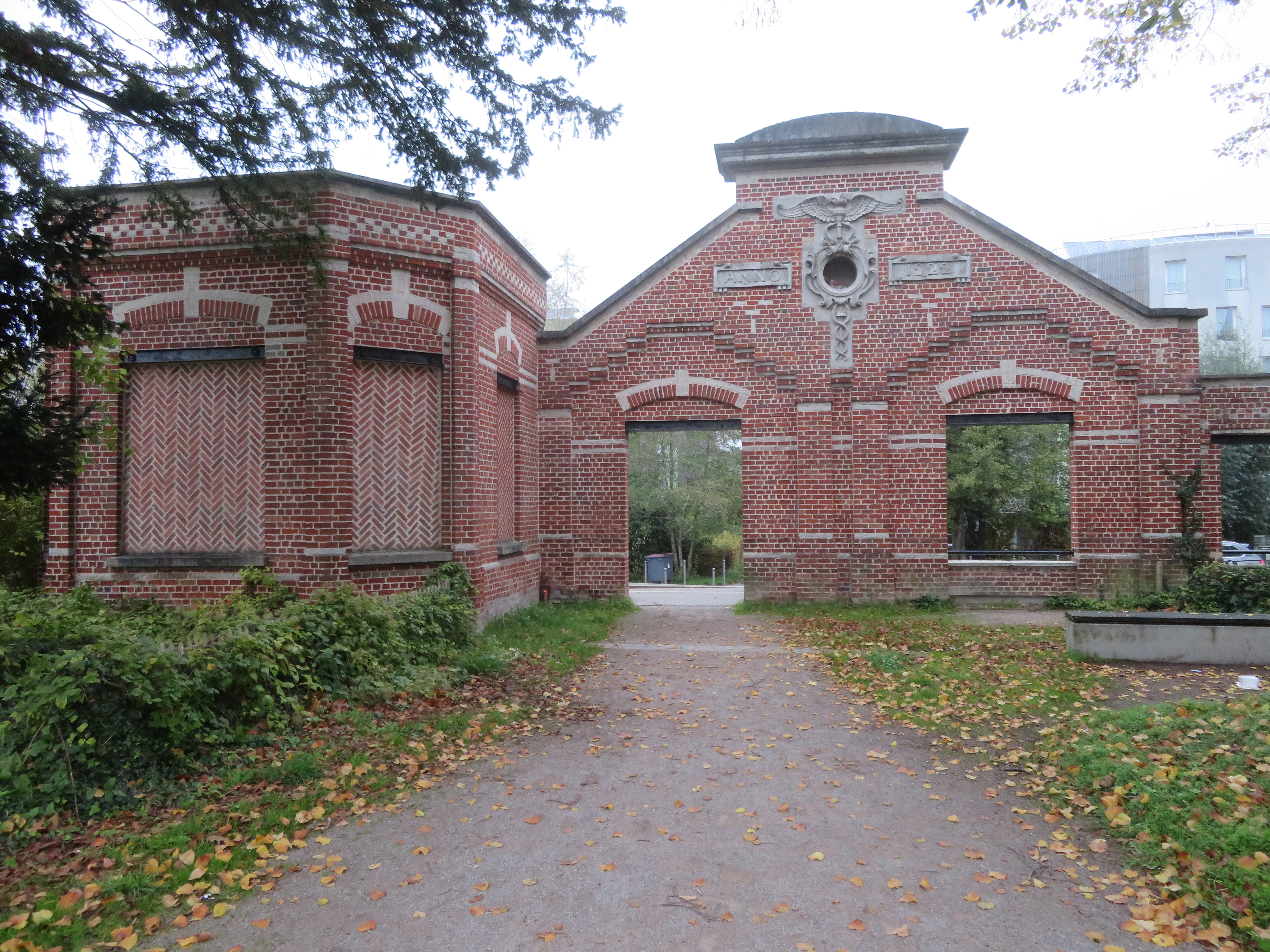
Vestige de l'ancienne usine Tiberghien rue Fin de la guerre à Tourcoing

La génération actuelle comprend Guillaume Tiberghien créateur de la « société Tibtech innovations » à Bondues spécialisée dans les textiles conducteurs permettant le transfert d’énergie, Frédéric Tiberghien haut fonctionnaire et Karine Renouil-Tiberghien codirigeante des « Manufactures de layette Jean Ruiz et Marcoux » .

## Un patronat paternaliste
Comme la plupart des patrons de Roubaix et Tourcoing, les Tiberghien étaient scolarisés à l'Institution libre du Sacré-Cœur. Les Tiberghien étaient des catholiques libéraux.
Louis Tiberghien, cofondateur à la fin du XIXe siècle et principal animateur de l’association des patrons chrétiens du Nord et du syndicat mixte de Tourcoing regroupant patrons et ouvriers, était hostile à création de syndicats ouvriers chrétiens. Louis Tiberghien se  rend à Rome en décembre 1894 avec d’autres patrons du Nord pour rencontrer le pape et exprimer son opposition au syndicalisme ouvrier.
À sa création en 1888, le syndicat mixte de Tourcoing comprenait 1064 membres dans 15 usines, chacune étant représentée par un patron assurant la présidence, un employé et un ouvrier.
Le syndicat gérait des œuvres sociales, une caisse de secours mutuel, une société immobilière construisant des maisons ouvrières et créa la première forme de mutualisation d’allocations familiales en France.
Les syndicats mixtes de Roubaix et de Tourcoing n’ont pas eu un grand succès ne comprenant à la déclaration de guerre de 1914 qu'une vingtaine de patrons et de 2 à  3 000  adhérents ouvriers contre  13 000  pour les syndicats ouvriers et  20 000 en 1919 dont  18 000 à la CGT. Ce constat d'échec amène à les remplacer par une association patronale confessionnelle gérant des œuvres sociales telles  qu'une caisse centrale de secours et de prévoyance alimentée par une cotisation de 2 % sur les salaires.
Dans les années 1950 et 1960, la gestion de l'entreprise reste paternaliste .